# Capitaine George Costentenus
Le Capitaine George Costentenus ou « The Greek Albanian » (né le 17 avril 1833, mort aux alentours de 1894 ) est un artiste de cirque à la fin du XIXe siècle. Il est le premier homme à afficher un tatouage complet sur l'ensemble de son corps. 

## Biographie

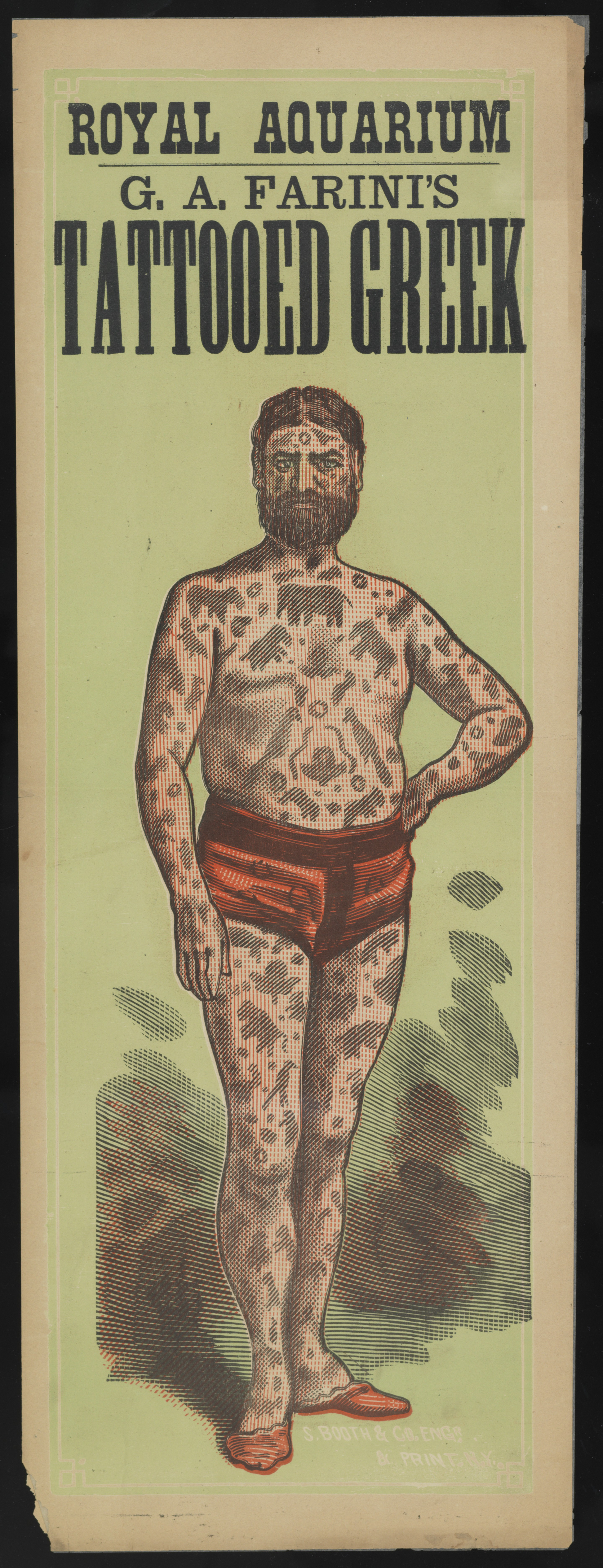
Affiche représentant Costentenus.

Il se construit une légende en déclarant qu'il est un descendant d'un noble grec de la province d'Albanie de l'Empire ottoman. Lors d'une expédition en 1867, une rébellion éclate contre le chef militaire Yakoub Beg, dans la Tartarie chinoise (devenue la Birmanie actuelle). Prisonnier, il est soumis à de multiples séances de tatouage en guise de torture et contre son gré. Cette version est remise en cause compte tenu de la qualité de ses tatouages, particulièrement précis et réguliers. Ces tatouages, essentiellement bleus et rouges, auraient été faits avec des pigments naturels dont l'indigo et le cinabre qui couvraient l'ensemble du corps, à l'exception de la plante des pieds et une partie des oreilles. Les tatouages représentaient des animaux exotiques, des fleurs, des figures géométriques et des écritures étrangères.
Il est le premier homme à afficher un tatouage complet du corps avec son visage, son cuir chevelu, ses organes génitaux et sa sangle de doigt tous tatoués ; la seule partie de son corps non tatouée est la plante de ses pieds. Ainsi, au début des années 1870, il participe à des exhibitions publiques  de Phineas Taylor Barnum et de Great Farini, ce qui lui permit de toucher un salaire considérable. La publicité pour promouvoir son spectacle impliquait des carte de présentation imprimée en couleur, qui était un concept novateur à l'époque où la gravure sur bois en noir et blanc était plutôt utilisée et moins coûteuse. 
Il se produisit également à Paris au Folies Bergère en juin 1889.  
La date de son décès est inconnue et estimée aux alentours de 1894.